# Carlo I Malatesta de Sogliano
Carlo I Malatesta de Sogliano va ser un noble italià.
Va ser fill de Giovanni IV Malatesta i d'Isabella Visconti.
Com a senyor d'un petit estat, es va veure obligat a seguir les directrius de la branca més poderosa de la seva família i, d'antuvi, va ser seguidor de Sigismondo Pandolfo Malatesta. Tanmateix, temorós que el seu parent concentrés totes les terres dels Malatesta a les seves mans amb l'avinentesa de la guerra amb el comte d'Urbino, Carlo va entendre's amb el senyor de Cesena, Malatesta Novello, i van signar el 6 de juliol de 1456 un tractat d'aliança defensiva amb Federico da Montefeltro, on estipularen col·laborar contra qualsevol que envaís els seus territoris.
Es desconeix exactament fins quan va mantenir-se fidel a Sigismondo en la lluita contra els Estats Pontificis, però posteriorment va canviar de bàndol i va passar a ser lloctinent de la Santa Seu al costat de Federico d'Urbino. Arran d'això es va veure obligat a fer la guerra als senyors de Rímini i Cesena, a canvi de la promesa del llegat apostòlic de poder retenir tots els llocs que posseïa dependents de l'Església. A la pau de 1463, el Papa va confirmar aquesta promesa i el va nomenar vicari perpetu de San Giovanni in Galilea, a més dels llocs de Sogliano, Strigara, Ciola, Tornano, Pondo, Spinello, Cigna, Seguno, Bucchio, Pratalina, Montecodruzzo i Rufiano.
El 1463 va vendre Borghi a la Santa Seu i el 7 d'abril de 1464 fou nomenat senyor de Rufiano i Pratolina per butlla del Papa (contra pagament d'un cens anyal). El 1466 es va apoderar del comtat del Ponto atorgat nominalment abans (amb Meleto, Sapeto, Cigna, Bucchio, Monteguidi, Pozzuolo Vallenzera, Sassetta i Soasia) expulsant al jove Biordo degli Ubertini, del que havia estat nomenat tutor i que va haver de signar la renúncia a Pondo i Spinello sota amenaça de mort. El 1470 va servir com a capità a Venècia.
Estava casat amb Cecília Rinaldini que el 1465 se'n va anar amb la filla a Matelica a causa de les infidelitats del marit.
Va morir vers 1485, altres diuen que el 1486. Va deixar dos fills naturals, Ramberto i Malatesta. Carlo va ocupar-se de legitimar-los i va obtenir una butlla de Sixt IV confirmant-ho, a més d'obtenir el títol de comte de Montecodruzzo per a ell i els seus descendents, amb diversos privilegis i facultats annexos, el 1480.